# Jeno Zádor
Jenő Zádor (Bátaszék, 5 de novembro 1894 — Hollywood, CA 4 de abril 1977) foi um músico e compositor americano nascido na Hungria. Conhecido sobretudo por seus trabalhos para o rádio e cinema. Suas obras foram: Capricho húngaro (1935) e Colombo (1939). Estudou na Vienna Music Academy em Leipzig com Max Reger.
Ele ensinou a partir de 1921, no New Vienna Conservatory e, posteriormente, na Academia de Música de Budapeste. Durante a Segunda Guerra Mundial, emigrou para os EUA, onde se tornou um compositor de sucesso de trilhas sonoras de filmes de Hollywood. 

## Operas
- Diana (1923)
- A holtak szigete (1928)
- Revisor (1928)
- X-mal Rembrandt (1930)
- The Awaking of Sleeping Beauty (1931)
- Asra (1936)
- Christoph Columbus (1939)
- The Virgin and the Fawn (1964)
- The Magic Chair (1966)
- The Scarlet Mill (1968)
- Revisor [rev] (1971 )
- Yehu, a Christmas Legend (1974)